# روموآلد کوئوس
روموآلد کوئوس (لهستانی: Romuald Kłos؛ زادهٔ ۵ فوریه ۱۹۵۶) بازیگر اهل لهستان است.
از فیلم‌ها یا مجموعه‌های تلویزیونی که وی در آن‌ها نقش داشته است، می‌توان به پدر ماتئو، کارآگاهان جنایی، موج جرم و جنایت، تیم، دو روی سکه، رم، در خوشی و سختی، پیمان ورشو،  ۱۹۳۹ نبرد وسترپلاته، هنگام تاریکی، ما همه مسیح هستیم، مصائب مسیح و فرانچسکو اشاره نمود.